# Centre pour les actions et stratégies non violentes appliquées
Pour les articles homonymes, voir Canvas.
Le Centre pour les actions et stratégies non violentes appliquées (Centre for Applied Non Violence, CANVAS) est une organisation basée sur les principes tactiques de Gene Sharp.

## Organisation
Elle a été créée à Belgrade en 2004 par Slobodan Djinovic et Srdja Popovic, anciens dirigeants du mouvement Otpor et qui sont toujours à sa tête.
Elle a cinq permanents qui gèrent un réseau de formateurs internationaux ayant à leur actif l’expérience de mouvements démocratiques réussis.
L'organisation propose son savoir-faire dans une cinquantaine de pays, dont la Géorgie, la Biélorussie, la Russie, l'Ukraine, l'Iran, le Zimbabwe, le Vietnam ou encore le Venezuela. Ces formations sont généralement organisées dans de grands hôtels des pays voisins pour des raisons de sécurité. L'organisation est convaincue qu'il n'existe pas de révolution spontanée réussie et que tout se joue dans la planification et les tactiques employées. Sa méthode se décline en quatre phases : analyse de la situation, conception de l'opération, l’exécution, et enfin les aspects techniques tels que la logistique et la communication.
Srdja Popovic, a par la suite répandu ces techniques en Égypte dans le contexte du Printemps arabe. Ainsi, CANVAS a travaillé avec le Mouvement de la jeunesse du 6 avril en Égypte et avec d'autres mouvements révolutionnaires non violents au Moyen-Orient. L'ouvrage le plus connu de l'organisation, « La lutte non violente en 50 points », a été traduit en 16 langues et a été utilisé pendant le soulèvement postélectoral en Iran en 2009.
CANVAS s'appuie exclusivement sur des financements privés, comme celui de l'Open Society Institute.